# Британская энциклопедия

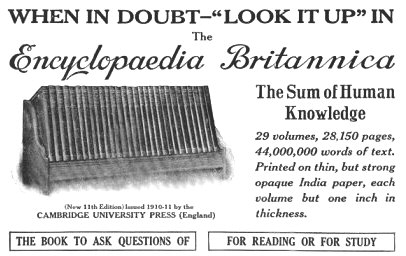
Рекламный плакат 11-го издания «Британники». Журнал National Geographic, май 1913 года

«Брита́нская энциклопе́дия» (лат. Encyclopædia Britannica), или «Британника», — британо-американская универсальная энциклопедия, старейшая англоязычная универсальная энциклопедия.
Основана шотландскими просветителями — гравёром Эндрю Беллом (1726—1809) и книготорговцем и печатником Колином Макфаркаром (1745—1793), первое издание вышло в Эдинбурге в 1768—1771 годах под редакцией Уильяма Смелли (1740—1795). С 1901 года «Британника» издаётся в США (с центральным офисом в Чикаго), основными консультантами выступают крупные американские университеты. Корпус статей современной Британники создан преимущественно англоязычными авторами со всего мира.

## История

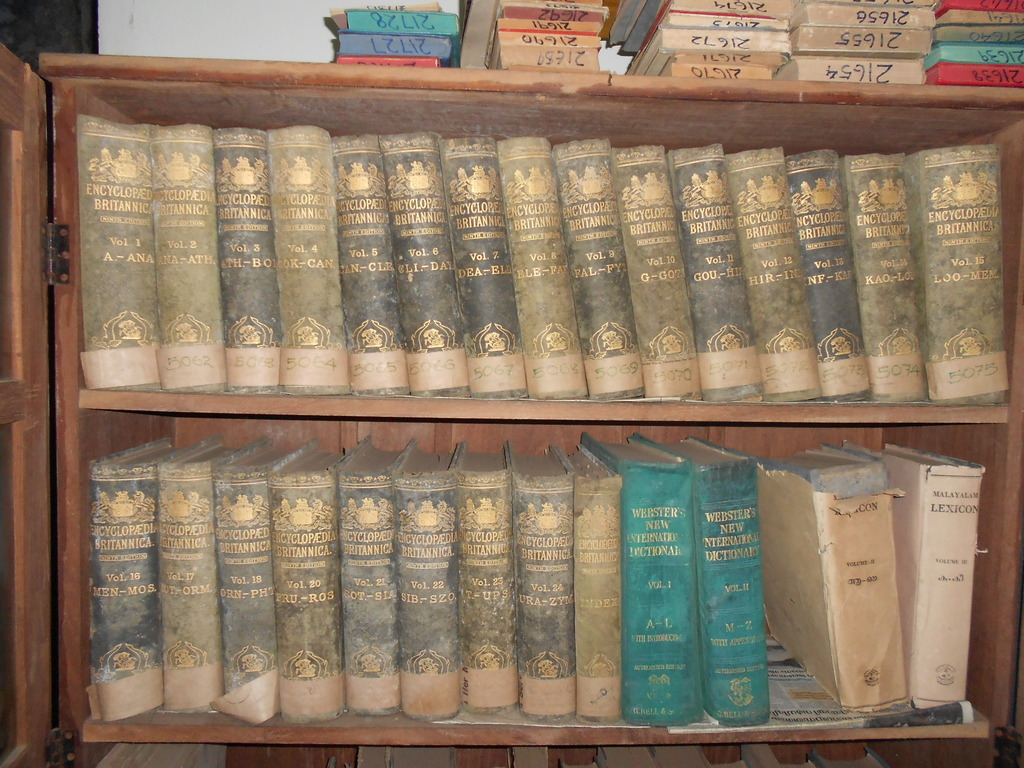
Издания XIX века

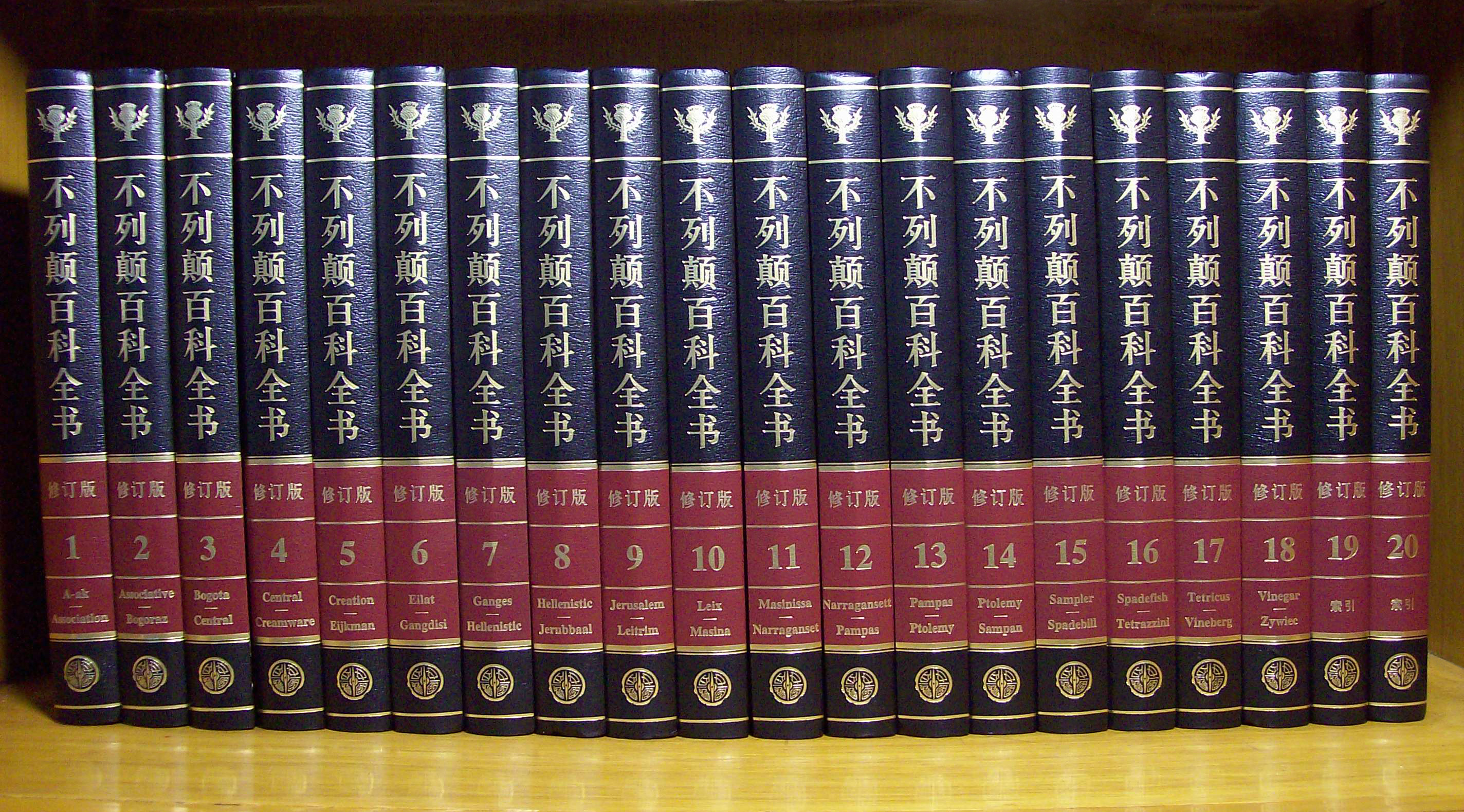
Издание Encyclopædia Britannica International Chinese Edition на китайском языке

История «Британской энциклопедии» — это история её изданий, современное издание — пятнадцатое по счёту (вып. 1985 года). Первое издание, выпущенное на основе энциклопедического словаря в 1768—1771 годах, насчитывало всего три тома. До восьмого издания «Британника» выходила в Эдинбурге. В 1870 году издательство перешло под эгиду газеты The Times и переехало в Лондон, где было выпущено девятое и десятое издания. Девятое издание из-за авторитета в университетской среде получило неофициальное название «The scholar’s encyclopaedia». В десятом издании под редакцией Хью Чисхолма (редактировавшего и последующий выпуск) впервые появился картографический том и предметный указатель.
Одиннадцатое («Кембриджское») издание, в котором энциклопедия практически приобрела современный облик, провёл Кембриджский университет при участии 1500 экспертов. Даже несмотря на то, что общее количество слов в ней было почти таким же, как и в предыдущих изданиях, число статей увеличилось с 17 000 до 40 000, а объём сократился с 35 до 29 томов. Издание 1911 года стало первым изданием с большим (34 человека) участием женщин — авторов статей. Одиннадцатое издание выходило с изменением традиционного формата выпуска томов «Британской энциклопедии»: оно готовилось к публикации сразу целиком, в отличие от предыдущих изданий, в которых тома выходили по мере их постепенной подготовки.
В 1922 году были выпущены ещё три тома, охватывавшие события, произошедшие за последние годы, в том числе Первую мировую войну. Они, вместе с переизданным одиннадцатым изданием, составили двенадцатое издание «Британники». Аналогичным образом выглядело тринадцатое издание, представлявшее собой перепечатку двенадцатого с добавлением трёх новых томов, опубликованное в 1926 году. Четырнадцатое издание, опубликованное в 1929 году, было значительно переработано, многие статьи подверглись сокращению или изменению, чтобы освободить место для новых тем. Тем не менее одиннадцатое издание становилось основой для каждого последующего издания «Британской энциклопедии» до 1974 года.

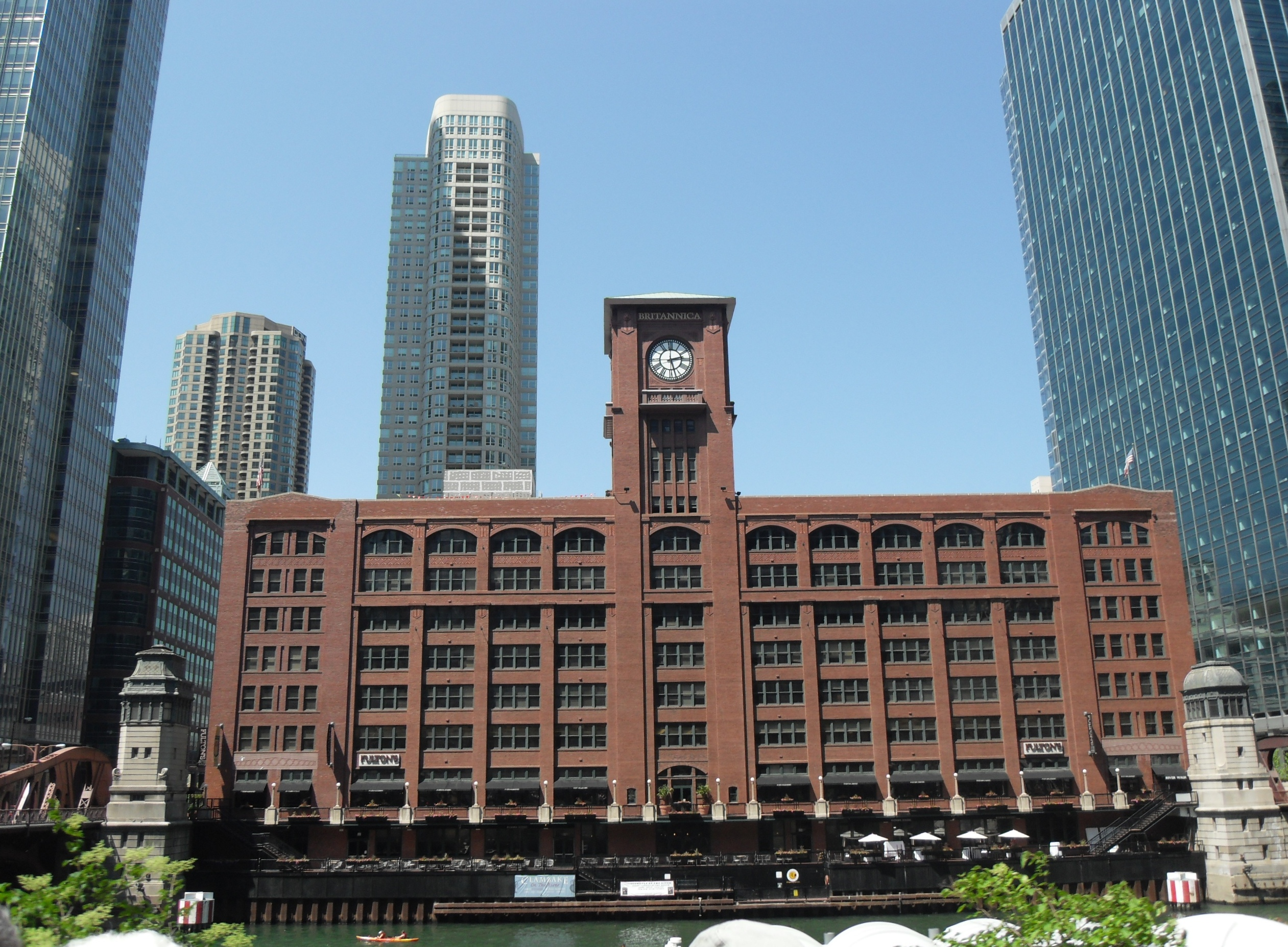
Главный офис «Британской энциклопедии» в Чикаго

В этот же период «Британника» переместилась в США — новым собственником в 1901 году стал Гораций Эверетт Хупер из Чикаго, одним из первых применивший систему торговли книгами по почте. В начале 1920-х годов, когда «Британника» испытывала серьёзный финансовый кризис, права были приобретены американской фирмой «Sheers, Roobeck & Co», которая в 1941 году безвозмездно передала права на «Британскую энциклопедию» Чикагскому университету.
В 1974 году впервые вышло текущее пятнадцатое издание (под названием «Новая Британская энциклопедия» англ. New Encyclopædia Britannica, неофициальное название — «Britannica 3»), которое было существенно переработано в 1985 году. В нём под влиянием одного из крупнейших учёных и энциклопедистов XX века Мортимера Адлера энциклопедия была разделена на «Микропедию» (10 томов, с 1985 года — 12 томов) и «Макропедию» (19 томов, с 1985 года — 17 томов), которые отличаются глубиной изложения сведений. Энциклопедию стал предварять том так называемой «Пропедии», где кратко излагается структура современного знания. Завершает современную «Британнику» двухтомный предметный указатель. Двухтомный указатель содержит 2350 страниц, в котором перечислены 228 274 темы, освещённые в «Британнике», вместе с 474 675 подкатегориями по этим темам. 15-е издание, не меняя порядкового номера, ежегодно актуализируется. В 1994 году «Британская энциклопедия» впервые выпущена в электронной версии на CD-ROM. В 1996 году «Британнику» приобрёл швейцарский миллиардер Жак Сафра. Права на торговую марку «Britannica» принадлежат компании Encyclopædia Britannica, Inc. С 1961 года издательству принадлежат права и на издание энциклопедии «Комптон».
15-е издание содержит 120 тыс. статей и около 44 млн слов. В настоящее время она доступна как печатное издание (32 тома, порядка 32 тыс. страниц, более 65 тыс. статей, 24 тыс. фотографий, карт и иллюстраций, цена — около 1400 долларов), в интернете (120 тыс. статей, полный текст доступен подписчикам за 60 долл. в год), а также на CD-ROM или DVD-ROM (более 100 тыс. статей). Ещё в 1998 году электронная версия на компакт-диске стоила 2000 долларов, однако под давлением конкурентов (прежде всего электронной энциклопедии Encarta) «Британника» стала более доступной. С 2016 года в интернет-магазине продается копия первого издания Британника 1768 года.
Авторами «Британской энциклопедии» выступают ведущие мировые эксперты, среди которых — десятки лауреатов Нобелевской премии. В разное время статьи для «Британники» писали Зигмунд Фрейд, Альберт Эйнштейн, Мария Кюри, Генри Форд, Лев Троцкий (за 106 долларов написавший статью о Ленине). Вместе с тем, многие статьи — даже о крупнейших персонах и самых значимых научных терминах — не подписаны (редакционные). Современная версия «Британской энциклопедии» создана при участии около 4000 авторов и редакторов.
В 1997 году было решено прекратить издание энциклопедии в печатном виде, отдав предпочтение электронной версии. Но в 2002 году возобладали традиции. В обновлённом издании появились статьи о генной инженерии, искусственном интеллекте, освоении космоса, введении евро, движении Талибан, электронной коммерции, о многих других событиях и фактах.
В 2012 году «Британская энциклопедия» отказалась от выпуска «бумажных» изданий энциклопедии и перешла на мультимедийный формат. Таким образом, печатное издание «Британники» 2010 года стало последним. Издание «Британники» 2013 года содержало около сорока тысяч статей.
Электронное издание «Британской энциклопедии» организовано в трёх редакциях, отличающихся друг от друга стилистически и степенью детализации материала: школьное (School Edition, поделено на 3 подуровня — базовый, средний и продвинутый), библиотечное (Library Edition) и академическое (Academic Edition, наиболее полное), причём текст т. наз. академической версии точно копирует третий («продвинутый») уровень школьной версии. Доступ ко всем версиям (включая базовую школьную) организован на платной основе.
«Британская энциклопедия» обычно предпочитает британское написание американскому. Например, она использует слова colour вместо color («цвет»), centre вместо center («центр») и encyclopaedia вместо encyclopedia («энциклопедия»). Однако есть исключения из этого правила, например, defense вместо defence («защита»). Общие альтернативные варианты написания снабжены перекрестными ссылками, такими как «Color: see Colour» («Цвет: см. Цвет»). Диакритические знаки и неанглийские буквы игнорируются.
С 1936 года статьи «Британники» регулярно пересматривались, по крайней мере, ежегодно пересматривались 10 % статей. По данным веб-сайтов, от 35 до 46 % её статей были переработаны за последние три года.

## Оценки и критика
Когда в 1797 году Баба-хан принял титул шаха Персии под именем Фетх Али-шах, ему подарили полное 3-е издание «Британской энциклопедии». Прочитав все её тома, он включил в свою титулатуру титул «владыки и повелителя Британской энциклопедии». Писатель Джордж Бернард Шоу также утверждал, что прочёл всё 9-е издание энциклопедии, за исключением статей по узкой научной тематике.
«Британника» задумывалась как ответ на прогрессивную французскую «Энциклопедию, или Толковый словарь наук, искусств и ремёсел» Дени Дидро, и известная доля консерватизма (часто на грани расизма и сексизма) продолжала присутствовать в её последующих изданиях.
Для ранних изданий характерно неприятие ньютоновской механики: Джордж Глейг, главный редактор третьего издания, опубликованного в 1788—1797 годах, писал в энциклопедии, что гравитация вызвана огнём (как одним из четырёх классических элементов). Также «Британника» последовательно отстаивала научный подход, так, в 9-м издании, статьи о религии в котором были написаны библеистом Уильямом Робертсон-Смитом, было сказано, что Библия исторически недостоверна. Ещё в знаменитом одиннадцатом издании «Ку-клукс-клан» определён как «защитник белой расы и восстановитель порядка» в штатах Юга после Гражданской войны в США, понимающий «необходимость контролировать негров», «предотвращать смешение рас» и «частые случаи изнасилования белых женщин неграми».
В 1912 году математик Луи Карпинский подверг энциклопедию критике за множество неточностей в области истории математики; он утверждал, что ни одна из статей на данную тему в энциклопедии не была написана математиком.
Английский писатель и священник Джозеф Маккейб в работе 1947 года «Ложь и заблуждения в „Британской энциклопедии“» писал, что начиная с одиннадцатого издания «Британника» подвергалась цензуре Римско-католической церкви.
Бывший юрист Дэвид Кромби включил в свою книгу «Самые глупые законы мира» получившую распространение в 1990-х годах городскую легенду о том, что энциклопедия «Британника» была запрещена законом в штате Техас (США), поскольку «содержит рецепт для приготовления пива в домашних условиях». В блоге, расположенном на официальном сайте энциклопедии, редакторы «Британской энциклопедии» опровергли этот слух как безосновательный.

## Сравнение с другими энциклопедиями
Несмотря на широкую известность, «Британская энциклопедия» не претендует на первенство среди прочих энциклопедий ни как по глубине, ни по широте охватываемого материала. Рассчитанная на широкие круги читателей, она уступает в глубине изложения материала, например, немецкой «Энциклопедия Брокгауз». В то же время объём словника «Британники» (65 тыс. слов) значительно меньше объёма словников крупнейших универсальных энциклопедий, в частности, вдвое — Энциклопедического словаря Брокгауза и Ефрона.
В 1994 году профессор-библиотековед Кеннет Кистер провёл исследование, в котором попытался сравнить энциклопедию «Британника» с другими англоязычными энциклопедиями — «Энциклопедией Кольера» и энциклопедией «Американа» по качеству статей и общему тематическому охвату. Для анализа наугад были отобраны десять статей: обрезание, Чарльз Дрю, Галилей, Филип Гласс, болезни сердца, IQ, панда, сексуальное домогательство, Туринская плащаница и Узбекистан. Буквенные оценки A, B, C, D и F (от лучшей к худшей) давались в четырёх номинациях: охват тем, точность, новизна (актуальность) и ясность (удобство). Для всех трёх энциклопедий оценка по охвату тем составила B− и B+, в основном из-за того, что ни в одной из них не оказалось статьи «сексуальное домогательство». В категории точности «Британская энциклопедия» получила семь отличных оценок «A» и одну плохую оценку «D». Энциклопедия «Американа» получила восемь высших баллов «A», а «Энциклопедия Кольера» — семь оценок «А» и одну «D». Таким образом «Британская энциклопедия» получила средний итог 92 % по точности в сравнении с 95 % «Американы» и 92 % «Кольера». «Британнике» вменялось также подстрекательство в кампании по дискредитации Чарльза Дрю. В категории актуальности оценка «Британники» составляла в среднем 86 % в сравнении с 90 % «Американы» и 85 % «Кольера». После качественного сравнения всех трёх энциклопедий Кистер отрекомендовал «Энциклопедию Кольера» как лучшую в смысле удобства, прежде всего на основании её превосходного письма, уравновешенного представления и лёгкой навигации.
«Британскую энциклопедию» часто используют как базу для сравнения с «Википедией».